# Brendon Rodney
Brendon Rodney, född den 9 april 1992 i Etobicoke, är en kanadensisk friidrottare som tävlar i kortdistanslöpning.
Han tog OS-brons på 4 x 100 meter stafett i samband med de olympiska friidrottstävlingarna 2016 i Rio de Janeiro. Vid OS 2024 tog han guld på 4 x 100 meter.